# (17777) Ornicar
(17777) Ornicar (1998 FV9) – planetoida z pasa głównego asteroid okrążająca Słońce w ciągu 3,37 lat w średniej odległości 2,25 j.a. Odkryta 24 marca 1998 roku.